# Larbanois - Carrero
Larbanois & Carreiro é um duo de música popular uruguaio composto por Eduardo Larbanois e Mario Carrero, criado no final 1977

## História
Mario Carrero nasceu em Florida em 16 de maio de 1952.
Desde a mais tenra idade, mudou-se para Montevidéu, e desenvolveu sua carreira atuando como solista. É na oportunidade de participar no Festival de Paysandú, - onde recebeu o prémio a la melhor voz - que conhece a Eduardo Larbanois, que estava participando do duo Los Eduardos.
Eduardo Larbanois nasceu em Tacuarembó em 11 de agosto de 1953.
Foi um aluno de Abel Carlevaro e Stephen Klisich, entre outros.
Ele integrou o duo Los Eduardos com Eduardo Lago, com qual gravou 3 LP's e atingido certo reconhecimento a nível regional, o Uruguai e parte da viagem para Argentina. Ele também participa de a coletiva fonograma "Trovas por Leandro Gómez" (Canções para Leandro Gòmez) junto a Carlos Maria Fossati, Carlos Benavides e Julio Mora, publicado em 1978.
Em 1977 os músicos decidiram formar o duo, atuando pela primeira vez em um recital organizado por estudantes universitários no Colégio "San Juan Bautista" em 1978

## Carreira
Ao longo de 30 anos de atuações, a dupla excursionou por o mundo todo, tendo dado recitais na Austrália, Nova Zelândia, Estados Unidos, Canadá, Cuba, Paraguai, Brasil, Argentina, entre outros.
Tem publicado cerca de 30 lps. E dividiu o palco com uma série de artistas estrangeiros incluindo Uruguaios, incluindo Santiago Feliu, León Gieco, Paco Ibáñez, César Isella, Joan Manuel Serrat, Daniel Viglietti, Alfredo Zitarrosa, os irmãos Carlos e Enrique Mejía Godoy e Pablo Milanés.

## Discografia

### No Uruguai
- Amigos (amigos) (com Carlos Benavides, Washington Benavides e Juan José de Mello, 1978)
- Larbanois - Carrero (1979)
- Cuando me pongo a cantar (Quando eu começo a cantar) (1980)
- En recital (con Vera Sienra), (1982)
- Antirutina (Não rutina) (1983)
- Tanta vida en cuatro versos (Tanta vida em quatro versos) (1983)
- Pero andando vamos (Mas nós caminhamos) (1984)
- El hombre, digo (O homem, eu digo) (1986)
- Rambla sur (1988)
- Lo mejor de Larbanois-Carrero (O melhor do Larbanois-Carrero) (1988)
- De madrugadas (1990)
- Antología (1993)
- Antología 2 (1993)
- Identidades (1996)
- Cometas sobre los muros (Cometa sobre as paredes) (1998)
- Canciones de Santamarta (Canções de santamarta) (2001)
- 25 años (25 anos) (2002)
- Coplas del fogón (Coplas do fogão) (2005)
- Concierto 30 años (DVD. Montevideo Music Group 2009)
- Historias (2 CD. Montevideo Music Group 2010)
- 4 en línea (DVD junto a Emiliano y El Zurdo. Montevideo Music Group 2011)
- 4 en línea (CD junto a Emiliano y El Zurdo. Montevideo Music Group 2012)

### Na Argentina
- Larbanois - Carrero (1980)
- Cuando me pongo a cantar (Quando eu começo a cantar) (1981)
- Antirutina (Não rotina) (1984)
- Pero andando vamos (Mas nós caminhamos) (1984)
- Canciones de Santamarta (Mas nós caminhamos) (Acqua Records, 2006)

### No Brasil
- The Comparsa (A Comparsa) (1980)
- Raíces clavadas bien hondo (Raízes profundas bem regadas) (1982)
- El dorado (con Belchior) (O golden (com Belchior)) (1990)
- Mercosul de canciones (Mercosul de canções) (1996)

### No Canadá e Estados Unidos
De Norte a Sur (De Norte a Sul) (1995)